# 松平康道
松平 康道（まつだいら やすみち）は、江戸時代中期の旗本。

## 経歴
松平康詮の三男として生まれ、松平康年の養子となる。明和7年（1770年）5月7日に養父の遺跡を継ぐ。明和8年（1771年）5月16日に中奥小姓となり、安永3年（1774年）12月18日に従五位下伊勢守に叙任される。天明6年（1786年）5月4日に西ノ丸小姓組番頭となり、閏10月20日より本城勤めとなる。天明7年（1787年）8月26日に書院番頭となり、寛政4年（1792年）12月24日より大番頭、寛政9年（1797年）11月9日より西ノ丸側衆を務めた。寛政12年（1800年）10月16日死去。

## 系譜
- 父：松平康詮
- 養父：松平康年
- 正室：五島盛道の娘
- 長男：松平康任
- 次男：松平康正